# Charlotta Fougberg
Charlotta Emma Katarina Fougberg, född 19 juni 1985, är en svensk friidrottare (hinderlöpning samt medel- och långdistanlöpning). Hon tävlar nationellt för Ullevi FK.

## Karriär
Fougberg deltog på 3 000 meter vid inomhus-EM i Göteborg 2013 men slogs ut i försöken. Vid VM utomhus 2013 i Moskva deltog hon på 3 000 meter hinder, men blev utslagen i försöken.
Hon noterades den 12 juli 2014, vid tävlingar i Glasgow, för Europaårsbästa på damernas 3 000 meter hinderlöpning då hon klockades för tiden 9.23,96 minuter. Tiden innebar också nytt svenskt rekord. Vid Europamästerskapen i Zürich i augusti samma år tog hon silver i grenen. I mitten på september deltog Fougberg i 2014 års upplaga av Kontinentalcupen som hölls i Marrakech där hon sprang 3 000 meter hinder och kom femma i loppet på tiden 10.07,62.
Vid inomhus-EM i Prag 2015 sprang Fougberg 3 000 meter och tog sig till final där hon  hamnade på en elfteplats. Under utomhussäsongen 2015 sprang Charlotta Fougberg 3 000 meter hinder vid VM i Peking, men blev utslagen i kvalet.
Vid OS i Rio de Janeiro 2016 deltog Fougberg på 3 000 meter hinder men slogs ut i försöken.
I början av juni 2017 meddelade Fougberg att hon hade skadat hälsenan och avstod deltagande på 3 000 m hinder på en tävling i Göteborg. Hon blev dock uttagen till de kommande världsmästerskapen i London, så i augusti deltog hon på 3 000 meter hinder men slogs ut i försöken efter skadekänning.
I sitt livs andra maratonlopp kom Fougberg på 18:e plats av 68 startande i VM 2019 i Doha, Qatar.

## Utmärkelser
Charlotta Fougberg belönades år 2014 med Stora grabbars och tjejers märke nummer 528.

## Personliga rekord
| Utomhus - 800 meter – 2.08,56 (Stockholm, Sverige 29 juli 2011) - 1 500 meter – 4.11,89 (Karlstad, Sverige 16 juli 2014) - 3 000 meter – 8.58,56 (Oslo, Norge 22 maj 2014) - 5 000 meter – 15.23,80 (Heusden-Zolder, Belgien 21 juli 2018) - 10 000 meter – 32.34,47 (Tammerfors, Finland 1 september 2018) - 5 km landsväg – 16.01 (Wien, Österrike 31 maj 2015) - 10 km landsväg – 32.51 (Malmö, Sverige 18 april 2015) - Halvmaraton – 1:10.19 (Gdynia, Polen 17 oktober 2020) - Maraton – 2:28.12 (Milano, Italien 16 maj 2021) - 1 500 meter hinder – 4.34,61 (Halmstad, Sverige 6 juli 2013) - 2 000 meter hinder – 6.27,95 (Sundsvall, Sverige 1 juli 2015) - 3 000 meter hinder – 9.23,96 (Glasgow, Storbritannien 12 juli 2014) | Inomhus - 800 meter – 2.10,42 (Göteborg, Sverige 14 februari 2009) - 1 500 meter – 4.14,19 (Växjö, Sverige 17 februari 2013) - 3 000 meter – 8.55,21 (Belgrad, Serbien 3 mars 2017) |